# Liste von Kunstwerken im öffentlichen Raum in Hamminkeln
Die Liste von Kunstwerken im öffentlichen Raum in Hamminkeln gibt einen Überblick über Kunst im öffentlichen Raum, unter anderem Skulpturen, Plastiken, Landmarken und andere Kunstwerke in Hamminkeln, Kreis Wesel. Es besteht kein Anspruch auf Vollständigkeit.

## Kunstwerke in Hamminkeln
| Bezeichnung                 | Standort                                             | Koordinate                      | errichtet | Künstler      | Anmerkungen | Bild |
| --------------------------- | ---------------------------------------------------- | ------------------------------- | --------- | ------------- | --- | ---- |
| Symbol der sieben Ortsteile | Hamminkeln Blumenkamper Straße / Ecke Molkereistraße | 51° 43′ 46,6″ N, 6° 35′ 30,8″ O | 1998      | Kuno Lange    | |      |
| Rathausbrunnen              | Hamminkeln Rathausvorplatz Blumenkamper Straße       | 51° 43′ 47,8″ N, 6° 35′ 32,6″ O |           |               | Brunnen aus Steinsäulen |      |
| In Memoriam Germaniæ        | Hamminkeln Ringenberger Straße / Ecke Brüner Straße  | 51° 43′ 50,3″ N, 6° 35′ 31″ O   | 2004      |               | Die Skulptur entstand während des fünften Hamminkelner Symposions 2004. Gestiftet wurde sie zur 850-Jahr-Feier der Gemeinde. Sie soll an das zerstörte Germaniadenkmal erinnern. |      |
| Hochkreuz                   | Hamminkeln Marienplatz / Diersfordter Straße         | 51° 43′ 44,3″ N, 6° 35′ 16,9″ O |           |               | |      |
| Lauschender                 | Hamminkeln Marienplatz / Diersfordter Straße         | 51° 43′ 44″ N, 6° 35′ 16,6″ O   |           |               | Sockelinschrift: „Rede Herr, dein Diener hört“ |      |
| Schutzmantelmadonna         | Hamminkeln Marienplatz / Diersfordter Straße         | 51° 43′ 45,5″ N, 6° 35′ 13,3″ O |           |               | |      |
| Ringenberger Sonnenuhr      | Ringenberg Schloss                                   | 51° 44′ 31,7″ N, 6° 36′ 52,6″ O | 2008      | Hilmar Müller | Nachbildung der „Ringenberger Sonnenuhr“, die bei Ausgrabungen am Schloss gefunden wurde. Das Original aus dem 17. Jhd. befindet sich im Schlossmuseum. Der Kuboktaeder ist auf 13 Seiten mit Ziffernblättern und Schattenwerfern versehen. Die Zeitlinien entsprechen Ringenberger Ortszeit und kann auf allen beschinenen Flächen abgelesen werden. Diese weicht allerdings von der MEZ 34 Minuten bzw. 94 Minuten (Sommerzeit) ab. |      |
| Heiliger Liudger            | Dingden Klausenhofstraße                             | 51° 46′ 16,7″ N, 6° 37′ 28,9″ O |           |               | Statue des Heiligen Liudger am Ortsrand. Inschrift am Sockel: „Liudger schütze Heimat & Bistum“. |      |